# Biserica de lemn din Husia

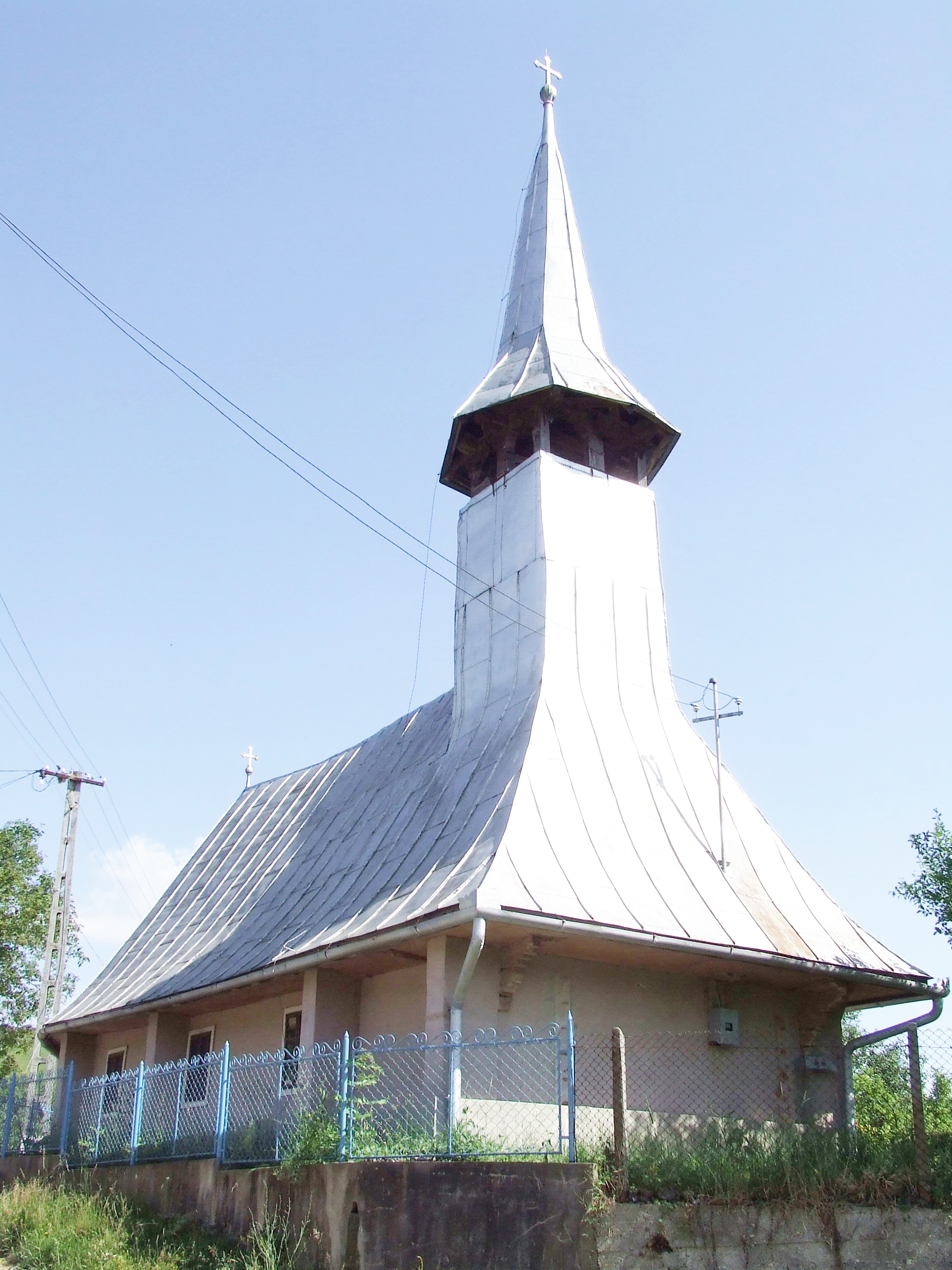
Biserica de lemn din Husia

Biserica de lemn din Husia se află în localitatea Husia din județul Sălaj și, conform inscripției de pe portal păstrat în pod, a fost ridicată în 1848. Biserica este înregistrată pe noua listă a monumentelor istorice sub codul LMI:  SJ-II-m-B-05065.